# Мачке, Курт
Курт Мачке (нем. Kurt Matschke 4 мая 1908, Домзель, Силезия, Германская империя — 16 мая 1984, Лемго, ФРГ) — гауптштурмфюрер СС, командир части зондеркоманды 7a, входившей в состав айнзацгруппы B.

## Биография
Курт Мачке родился 4 мая 1908 года в семье управляющего хозяйством Генриха Мачке. В 1914 года семья переехала в Хоерштайн в Гросс-Штрелице в Верхней Силезии, где отец занимался ведением хозяйства у одного графа. Посещал народную школу в Хоерштайне и с 1918 года классическую гимназию в Гросс-Штрелице. В 1927 году окончил школу, сдав экзамены на аттестат зрелости. Впоследствии в течение 8 семестров изучал юриспруденцию и политологию в университете Бреслау. Государственный экзамен он не сдал, так как испытывал финансовые трудности и не мог оплачивать обучение, ему пришлось подрабатывать и пропускать занятия. С 1930 по 1934 год был сотрудником профсоюза, позже переименованного в «Силезское земельное сообщество», которое занималось продажей поселенческих участков.
1 августа 1932 года вступил в НСДАП (билет № 1239097) и СС. 27 июня 1934 года был принят в аппарат СД. 30 июня 1934 года поступил на службу в отделение гестапо в Лигнице. С сентября 1935 по март 1936 года проходил учебной курс в полицейском институте в Шарлоттенбурге. После сдачи экзамена в качестве помощника комиссара уголовной полиции был переведён в отделение гестапо в Саарбрюкене. 1 октября 1936 года стал комиссаром уголовной полиции. С 17 августа по 16 октября 1937 года проходил военную подготовку в зенитном полку. В Саарбрюкене работал в отделе IIa (борьба с коммунизмом и марксизмом). К началу войну возглавил ведомство II (борьба с противникам), в состав которого входили отделы по борьба с коммунизмом и марксизмом, по борьбе с церковью, сектами, масонством, экономический отдел, отдел обнаружения и «защитный арест».
В сентябре 1941 года был откомандирован в айнзацгруппу B в Россию. До конца июля 1942 года служил в зондеркоманде 7a. В конце февраля 1942 года по распоряжению командира зондеркоманды 7a Альберта Раппа участвовал в расстреле 200 евреев в Стародубе. В конце июля 1942 года отдал приказ расстрелять в Клинцах от 10 до 15 цыган, среди которых были женщины и дети. В августе и сентябре 1942 года входил в состав штаба айнзацгруппы B в Смоленске и некоторое время возглавлял отряд «Смоленск». По собственному признанию, на этой должности занимался борьбой с партизанами.
В начале октября 1942 года вернулся на родину, где до конца года возглавлял один из отделов гестапо в Саарбрюкене. В 1943 году был переведён в отделение гестапо в Кёльне. Изначально руководил отделом IIb (церкви, секты, масонство, еврейский вопрос), но чуть позже занял пост начальника всего отдела. В Кёльне при его участии по приказу Главного управления имперской безопасности более 1000 евреев, среди которых были пожилые люди и фронтовики времён Первой мировой войны, были отправлены в гетто Терезиенштадта. 9 ноября 1943 года ему было присвоено звание гауптштурмфюрера СС. В начале 1944 года был назначен начальником недавно созданного отдела IV, включавший в себя отделы II и III. В структуре кёльнского гестапо действовала опергруппа Фердинанда Кюттера, известная расправой над «Пиратами Эдельвейса» — Эренфельдской группой Ганса Штайнбрюка — осенью 1944.
С середины 1944 года был офицером связи с руководством гау, размещавшегося в лагере Фогельзанг. Впоследствии возглавил специальную комиссию по выявлению случаев шпионажа.
В апреле 1945 года переехал жить в Лемго. Мачке работал трактористом в крестьянском хозяйстве. В августе 1947 года его арестовала британская разведка и после интернирования в различных лагерях 11 июня 1948 года денацификационная палата в Бергедорфе проговорила его к двум годам тюрьмы за членство в преступных организациях. До августа 1949 года отбывал наказание в бывшем концлагере Эстервеген. До 1951 года вновь работал трактористом. Затем стал секретарём в профсоюзе сельского хозяйства и садоводства в Детмольде.
27 ноября 1952 года был арестован по запросу прокуратуры Кёльна по подозрению в участии в депортации евреев из Кёльна. До декабря 1953 года находился в следственном изоляторе. 9 июля 1954 года был приговорён земельным судом Кёльна за содействие в отправке четырёх транспортов с евреями в Терезиенштадт к двум годам заключения в каторжной тюрьме. 12 декабря 1955 года был условно-досрочно освобождён по указу министра юстиции земли Северный Рейн-Вестфалия. С 1956 по 1962 год был окружным председателем денежного фонда строительного кооператива. 8 июля 1962 года был вновь арестован и помещён в следственный изолятор, в котором оставался до 29 октября 1962 года. Предметом судебного разбирательства было участие в уничтожении сотен евреев в Советском Союзе. 10 февраля 1966 года земельным судом Эссена был приговорён к пяти годам заключения в каторжной тюрьме за пособничество в убийстве в двух случаях. Из-за невозможности дальнейшего пребывания под стражей по состоянию здоровья не отбывал наказание.